# NGC 4404
NGC 4404 est une galaxie lenticulaire vue par la tranche et située dans la constellation de la Vierge. NGC 4404 a été découverte par l'astronome germano-britannique William Herschel en 1789.

## Caractéristiques
Selon la base de données Simbad, NGC 4404 est une galaxie LINER, c'est-à-dire une galaxie dont le noyau présente un spectre d'émission caractérisé par de larges raies d'atomes faiblement ionisés.  Le même renseignement est inscrit sur la base de données NASA/IPAC mais avec un point d'interrogation, indiquant que c'est une possibilité non confirmée.

### Distance
Sa vitesse par rapport au fond diffus cosmologique est de 5 937 ± 32 km/s, ce qui correspond à une distance de Hubble de 87,6 ± 6,2 Mpc (∼286 millions d'al).
À ce jour, une mesure non basée sur le décalage vers le rouge (redshift) donne une distance d'environ 87,000 Mpc (∼284 millions d'al). Cette valeur est à l'intérieur des valeurs de la distance de Hubble.

## Paire de galaxies?
La vitesse par rapport au fond diffus cosmologique de la galaxie NGC 4403 située à proximité sur la sphère céleste est de 5 552 ± 26 km/s, ce qui correspond à une distance de Hubble de 81,9 ± 5,6 Mpc (∼267 millions d'al). Si on considère les incertitudes des distances, il se pourrait que ces deux galaxies forment une paire. Cependant, l'image obtenue du relevé Pan-STARRS ne montre aucune déformation de l'une ou l'autre des galaxies.